# Peter Pond Lake
Der Peter Pond Lake ist ein See glazialen Ursprungs in der kanadischen Provinz Saskatchewan.

## Lage
Der etwa 791 km² große und 421 m hoch gelegene See liegt im Nordwesten von Saskatchewan in borealem Wald und innerhalb des Kanadischen Schilds. Der Peter Pond Lake liegt in der Quellregion des Churchill River. Der Peter Pond Lake liegt an der früheren Pelzhandelsroute zur Methye Portage, welche das östliche Kanada mit dem Mackenzie-River-Gebiet verband. Der 61 km lange und 21 km breite See ist von länglich-ovaler Gestalt mit einer Hauptachse nach Nordwesten. Eine Halbinsel, welche beinahe bis an das Westufer des Sees reicht, teilt den See in den „Big Peter Pond“ (nördliche 2/3) und den „Little Peter Pond“. Am Ostufer wird der „Little Peter Pond“ durch einen schmalen Isthmus vom Churchill Lake getrennt.
Der La Loche River, welcher den Lac La Loche entwässert, fließt von Norden dem Peter Pond Lake zu. Der Dillon River mündet bei Dillon am Westufer des Peter Pond Lake in den See. Der Kazan River mündet in das Südufer des Sees. Der Peter Pond Lake wird über den „Kisis Channel“ bei Buffalo Narrows zum benachbarten Churchill Lake entwässert.
Ursprünglich hießen die beiden Seeteile „Big Buffalo Lake“ und „Little Buffalo Lake“. 1932 wurde der See nach Peter Pond umbenannt. Der Highway 155 passiert Buffalo Narrows und führt entlang dem See.

## Seefauna
Folgende Fischarten kommen im Peter Pond Lake vor: Glasaugenbarsch, Kanadischer Zander, Amerikanischer Flussbarsch, Hecht, Amerikanischer Seesaibling, Heringsmaräne, Coregonus, die Saugkarpfen Catostomus commersonii und Catostomus catostomus sowie die Quappe.